# Агафонов Анатолій Вікторович
Анатолій Вікторович Агафонов — народний депутат України 2-го скликання.

## Життєпис
Народився 16 вересня 1949 (місто Первомайськ, Миколаївська область) в сім'ї робітника; росіянин; дружина Людмила Володимирівна — економіст; має сина і дочку.

###### Освіта
Навчався у Одеському інженерно-будівельному інституті, за спеціальністю інженер-будівельник.
По закінченню середньої школи працював електромонтажником. Після інституту: виконроб, начальник дільниці Первомайського міжколгоспбуду; головний інженер ПМК-1, з 1979 — начальник ПМК-7. З 1986 — заступник голови Первомайського райвиконкому. З 1989 — директор міжгосподарського підприємства будівельних матеріалів. 1992—1994 — заступник голови Первомайської райради народних депутатів.

###### Робота
Був головним консультантом відділу організаційної роботи з регіонами Управління зв'язків з місцевими органами влади і органами місцевого самоврядування Апарату Верховної Ради України.

## Політична діяльність
Народний депутат України 2-го скликання з липня 1994 (2-й тур) до квітня 1998, Первомайський виборчій округ № 289 Миколаївська область, висунутий трудовим колективом. Голова підкомітету з питань забезпечення діяльності депутатів Комітету з питань регламенту, депутатської етики та забезпечення діяльності депутатів. Член фракції СПУ і СелПУ.

## Джерело
- вебпортал ВРУ [Архівовано 13 червня 2021 у Wayback Machine.]